# Айова в Гражданской войне
Участие штата Айова в гражданской войне в основном заключалось в тыловой поддержке армии северян, однако деятельность Айовы во многом была в тени больших по размеру и более населённых восточных штатов.

## Перед началом войны
28 декабря 1846 г. Айова стала 29-м штатом Союза. Штат продолжал привлекать многих поселенцев, как коренных так и приезжих. Только крайняя северо-западная часть штата оставалась пограничной территорией. С развитием Центральной железной дороги Иллинойса и Северо-Западной Чикагской Железной дороги в 1850-х, плодородные поля Айовы получили транспортный канал с Восточными складами снабжения к началу Гражданской Войны. Производственные компании в восточной части штата, также как и фермеры, могли легко доставить свои продукты в армию Союза.  

## Гражданская война

### Политика
Эпоха гражданской войны привнесла значительные изменения в политику Айовы. В течение 1850-х годов, ведущая государственная Демократическая Партия столкнулась с серьёзными внутренними трудностями, в то же время потерпев неудачу в попытке заставить национальную Демократическую партию самостоятельно решать местные проблемы. Жители Айовы вскоре переметнулись к вновь возникшей Республиканской Партии. Новая партия противостояла рабству и продвигала право собственности на землю, банки и железные дороги. Это привело к тому, что Айова в большинстве проголосовала за Авраама Линкольна и других республиканских политиков в 1860 г. и на протяжении всей войны, хотя среди недавних поселенцев с южными корнями существовало сильное антивоенное движение "Копперхэд". Партия демократов оставалась в частности в местах вокруг реки Миссисипи, таких как Дабек, который был населён многочисленными иммигрантами из Германии. 

### Военный набор
Так как разразилась Гражданская война, Губернатор Сэмюэл Дж.Кирквуд взял командование над сбором и вооружением волонтёрских отрядов для Федеральной службы. Первый полк штата Айова был собран на трёхмесячный срок службы с мая по август 1861 г. Это помогло обезопасить стратегически важную Железную дорогу Ганнибала и Св.Йозефа на севере Миссури, затем провести серию марш-бросков через штат и в финале с отличием показать себя в сражении при Уилсонс-Крик. За эту задачу полк был награждён официальной благодарностью конгресса, а два жителя Айовы за свои усилия в битве были позже награждены Медалью Почёта.   
В Айове не было значительных сражений, но штат отсылал большое количество припасов еды в армии восточных штатов. 76242 мужчины Айовы (из общего населения 674,913 на 1860 г.) служили в ополчении, многие в боевых подразделениях, относящихся к западным армиям. 13001 человек умер от ран или болезней (всего две трети от общего количества). 8500 мужчин Айовы были ранены. На кладбищах по всему Югу можно обнаружить останки солдат Айовы, погибших в течение войны. Большинство похоронено на Виксбургском Национальном Кладбище. Часть также погибла в тюремных лагерях Конфедерации, таких как тюрьма Андерсонвилля. Хотя общее число айовцев, служивших в армии в течение Гражданской Войны казалось небольшим в сравнении с более населёнными восточными штатами, ни в одном другом штате севера или юга не было большего процента мужского населения в возрасте от 15 до 40 служившего в армии по ходу войны.  
Айова организовала 48 государственных пехотных полков, один полк чернокожих пехотинцев (Первый Волонтерский Пехотный Полк (Африканского происхождения)). 9 полков кавалерии, 4 артиллерийских батареи. В дополнение к этим федеральным отрядам штат также организовал несколько отрядов ополченцев для защиты поселений, включавших Бригаду Северной границы, Бригаду Южной Границы с первоочередной целью охраны пограничных территорий. В числе других местных подразделений была Кавалерия Сиу Сити.
Время от времени, партизаны конфедератов и лесные разбойники совершали набеги на Айову. Один такой налёт осенью 1864 был направлен на срыв переизбрания Авраама Линкольна. Многие жители Айовы из районов рядом с Миссури поддерживали рабство, симпатизировали Конфедератам и отвергали Линкольна. Они обеспечивали убежища для партизан. 12 октября 1864 г. дюжина налётчиков,  замаскированных под солдат Союзников устроили беспорядки в округе Дейвис, грабили дома, похищали людей и убили трёх жителей Айовы неподалёку от Блумфилда.

## Послевоенная дань памяти
Национальное кладбище Кеокек было основано как место упокоения тел солдат из пяти местных госпиталей армии Соединённых Штатов. Там захоронено около 600 солдат союзников и 8 военнопленных Конфедератов. После войны ряд ветеранских организаций, и в частности Великая Армия Республики сыграли выдающуюся роль в обеспечении выполнения социальных обязательств, финансовой поддержки, увековечивания памяти бывших солдат. ВАР обеспечила сбор средств и содействовала ускорению сооружения Дома Солдат Айовы в Маршалтауне и других аналогичных домов и госпиталей, наряду с сиротскими приютами.